# Nohoplodovité

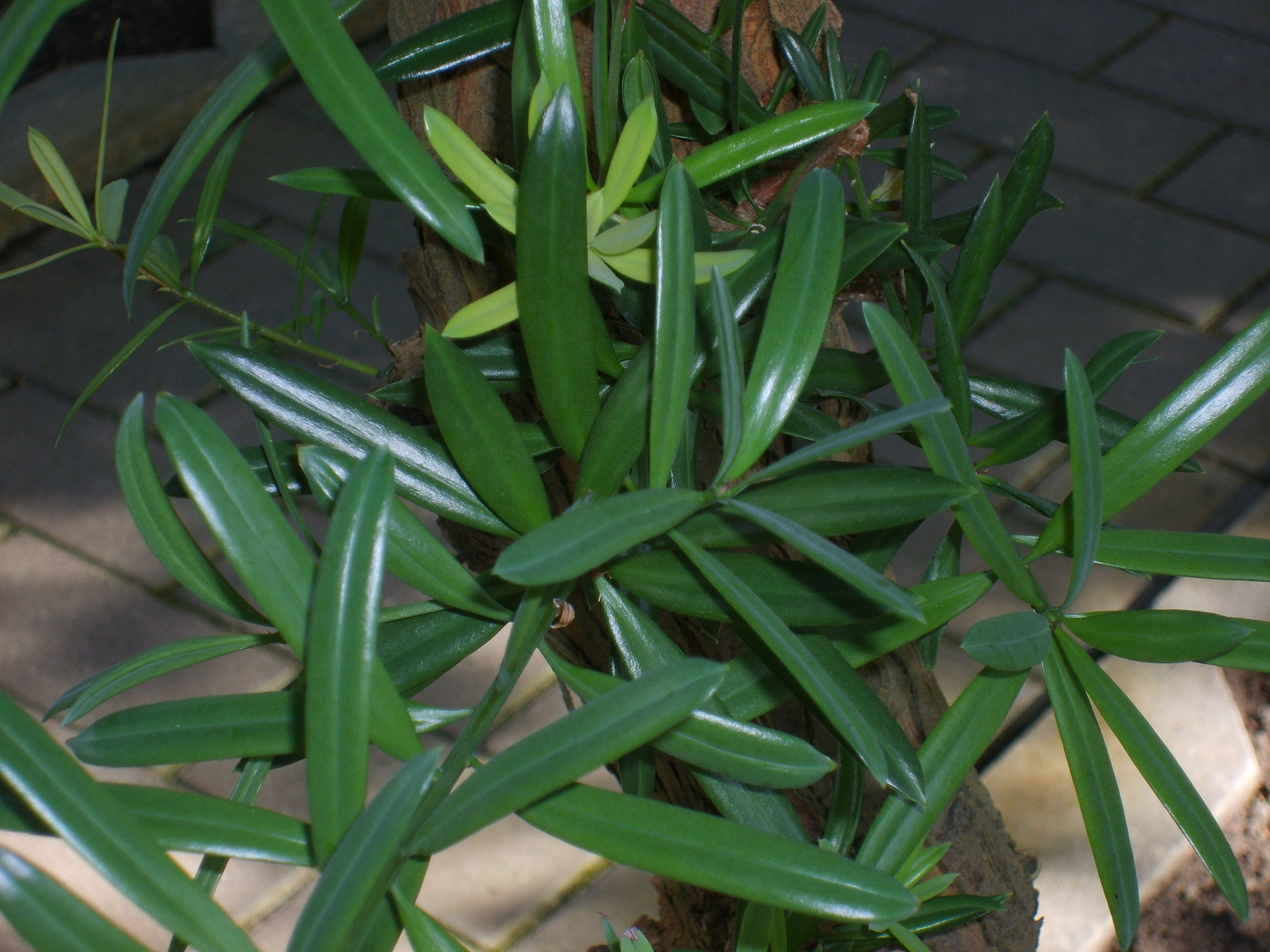
Široké jehlice (Podocarpus latifolius)

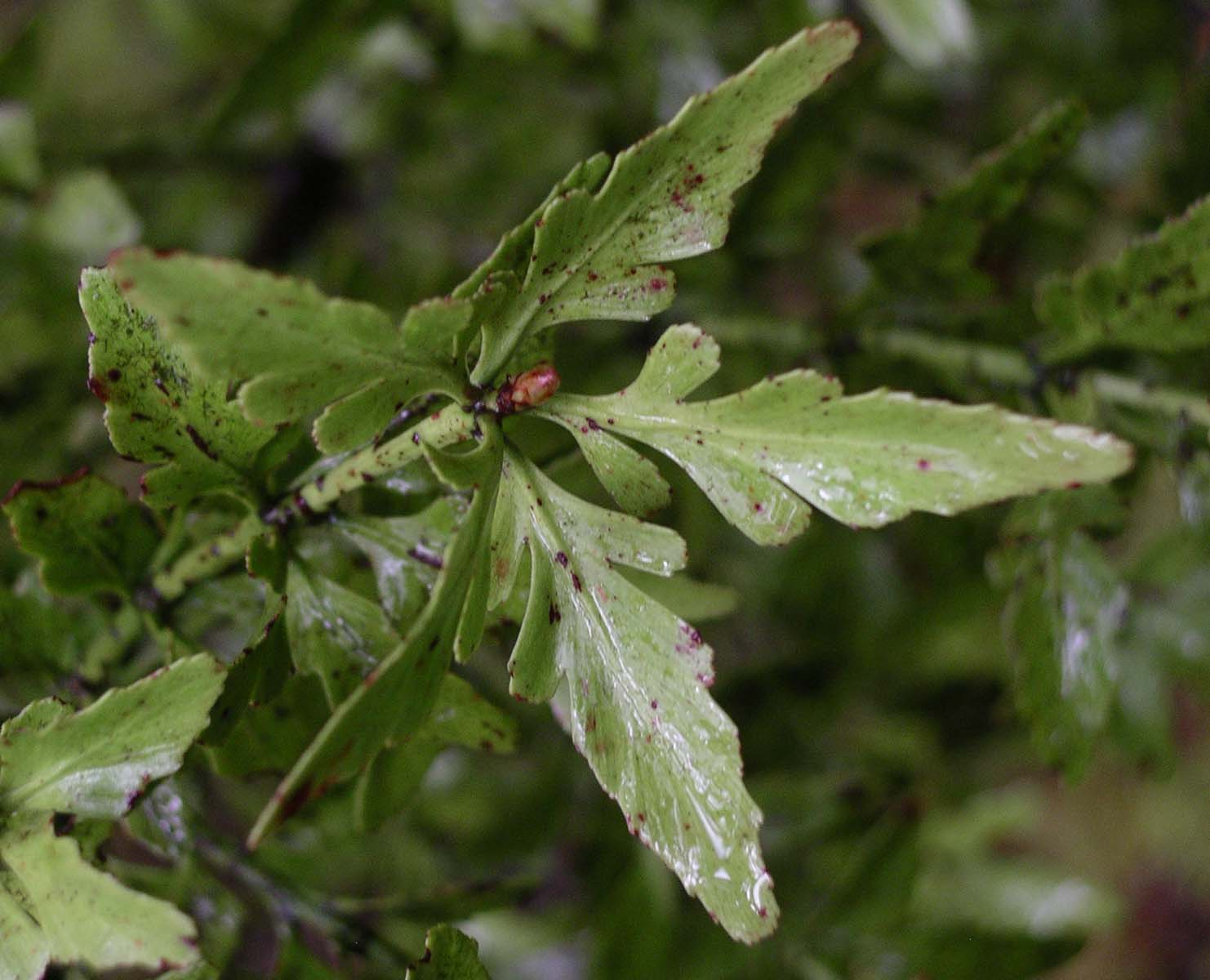
Fylokladia místo jehlic (Phyllocladus alpinus)

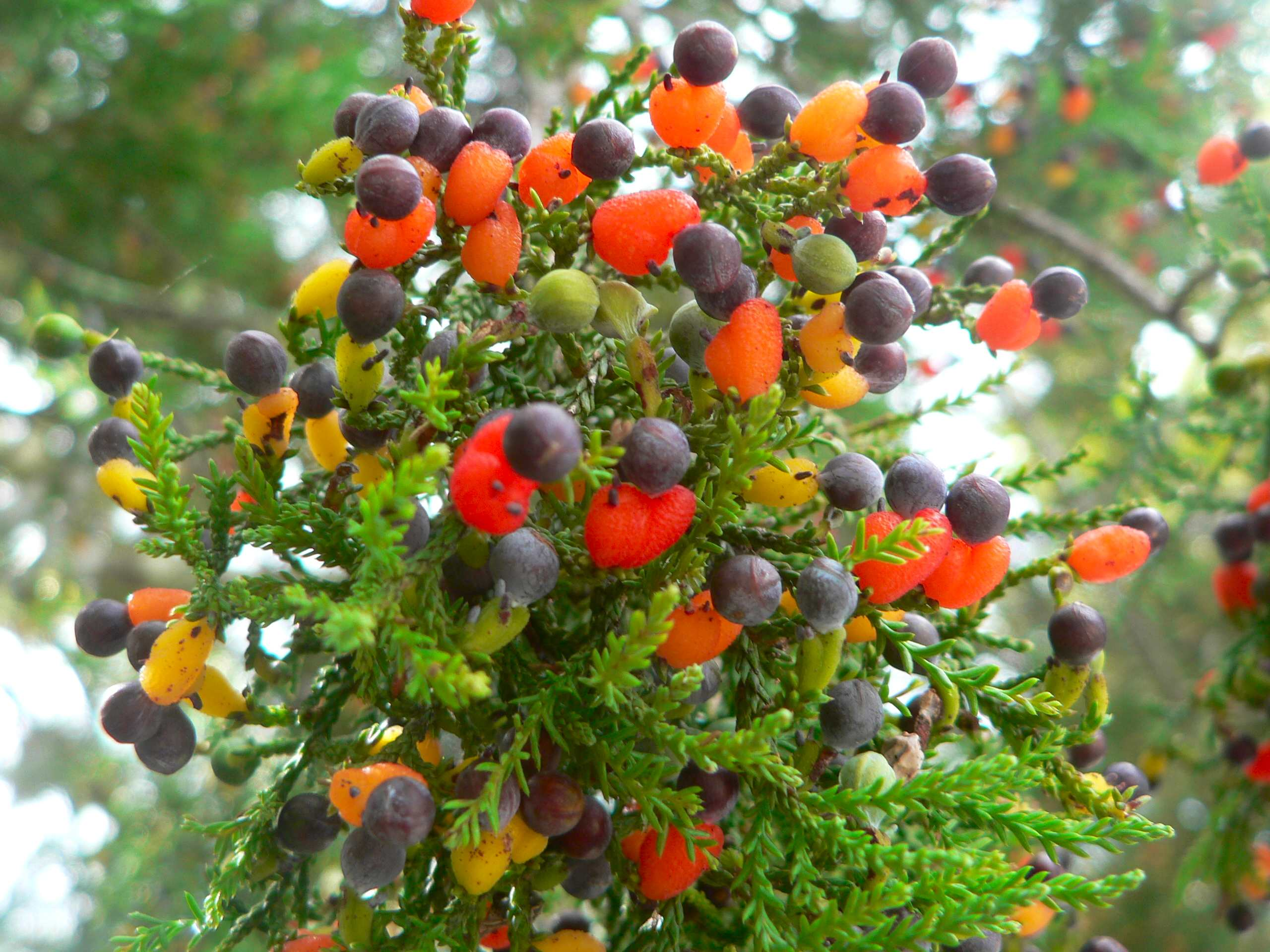
Zralé samičí šištice druhu Dacrycarpus dacrydioides

Nohoplodovité (Podocarpaceae) je čeleď pro středoevropana exotických dřevin z řádu borovicotvarých. Patří mezi jehličnany.

## Rozšíření
Nohoplodovité jsou jednou ze dvou hlavních čeledí jehličnanů vyskytujících se na jižní polokouli (druhou jsou blahočetovité). Hlavní rozšíření je v Austroasijském regionu, včetně pacifických ostrovů, kde mají své zástupce (až na Afrocarpus a Saxegothaea) všechny rody, mnoho druhů je však úzce endemitických. Dále jsou, druhově ne tak bohatě, rozšířeny v Číně, Japonsku, severovýchodní Africe a na Madagaskaru. Ještě se rozptýleně vyskytují v Novém světě od Mexika po Chile. Rostou ponejvíce ve vlhkých tropických a subtropických horách až do nadmořské výšky 2000 m.
V našich podmínkách se zástupci nohoplodovitých pěstují většinou v botanických zahradách, např. Afrocarpus mannii v Liberci.

## Popis
Jsou to stálezelené stromy s rovným kmenem nebo keře, které svým habitem připomínají listnáče. Bývají vysoké od 1 do 40 m. Listy mají různě tvarované, od šídlovitých přes vejčité až po široké s bohatou žilnatinou, někdy jsou místo listů fylokladia se schopností asimilace (u rodu Phyllocladus). Listy jsou uspořádány spirálovitě, protistojně i v řadách.
Rostliny jsou obvykle dvoudomé, mají oddělené samčí a samičí jedince. Samčí šištice na tenkých stopkách vypadají jako „kočičky“ vrby jívy, obsahují mnoho tyčinek, z nichž každá má 2 mikrosporangia, která produkují pylová zrna, většinou se vzduchovými vaky usnadňujícími přenos pylu vzduchem. Vyrůstají na koncích větviček nebo v jejich úžlabí solitérně nebo skupinově. Samičí šištice jsou hodně redukované. Někdy je tvoří několik spirálovitě uspořádaných listenů, jindy jen jeden masitý listen, obvykle s jedním, výjimečně se dvěma vajíčky. Semeno vzniklé z opyleného vajíčka je pak uzavřeno v nepravém dužnatém míšku (epimatium), někdy je obal semene kožovitý. Semeno, s obvykle tvrdou sklerotestou a dužnatou sarkotestou, vyklíčí se 2 děložními lístky.

## Použití
Mnohé druhy se v tropických a subtropických prostředích používají jako okrasné rostliny v parcích a zahradách. Dřevo některých rodů se dříve hodně využívalo pro vybavení interiérů, výrobu dýh a nábytku do té míry, že začalo hrozit jejich vyhubení. Některá semena jsou oblíbenou potravinou, stejně jako určité vařené listy. Pryskyřice se zpracovávala na výrobu žvýkaček a z vybraných druhů se vyráběla přírodní barviva.
Až na několik výjimek nemají v současnosti velký hospodářský význam. Rostlin rostoucích v dostupných oblastech je málo a zbyly jen roztroušené v těžko přístupných místech a ve společenstvech jiných, pro místní průmysl nebo obchod výhodnějších druhů. V mnoha oblastech je již aplikována ochrana před vyhubením.
Například rody Acmopyle sahniana, Dacrydium guillauminii, Podocarpus palawanensis a Podocarpus perrieri jsou podle Červeného seznamu IUCN považované za kriticky ohrožené druhy (CR).

## Zajímavost
Nejzvláštnějším příslušníkem nohoplodovitých je rod Parasitaxus, který lze nalézt pouze v odlehlých oblastech na ostrově Nová Kaledonie. Je to keřík, jehož listy mají barvu od měďnatě červené po purpurovou. Ačkoliv jeho buňky mají chloroplasty, rostlina není schopná asimilace, neprobíhá fotosyntéza. Parasitaxus roste jako parazit na stromu Falcatifolium, rodu ze stejné čeledě, se kterým je spojen svými kořeny a čerpá z něj živiny. Je to jediná známá parazitická nahosemenná rostlina.

## Taxonomie
V současnosti je do čeledi nohoplodovitých řazeno 19 rodů se zhruba 180 druhy, včetně rodu Phyllocladus, který byl mnohdy dříve nesprávně zařazován do samostatné čeledě Phyllocladaceae. Jejich sesterskou skupinou jsou blahočetovité (Araucariaceae).
- Acmopyle – 2 druhy, Tichomoří
- Afrocarpus – 2–6 druhů, východní a jižní Afrika
- Dacrycarpus – 9 druhů, Indonésie, Papuasie, Nový Zéland, Tichomoří, Nová Kaledonie
- Dacrydium (dakrydium) – 21 druhů, jihovýchodní Asie, Papuasie, Nový Zéland, Tichomoří
- Falcatifolium – 5 druhů, jihovýchodní Asie, Papuasie, Tichomoří
- Halocarpus – 3 druhy, Nový Zéland
- Lagarostrobos (lagarostrobus) – 1 druh, Tasmánie
- Lepidothamnus – 3 druhy, Nový Zéland a Patagonie
- Manoao – 1 druh, Nový Zéland
- Microcachrys – 1 druh, Tasmánie
- Nageia – 6 druhů, Indomalajská oblast, Japonsko
- Parasitaxus – 1 druh, Nová Kaledonie
- Pherosphaera – 2 druhy, Austrálie
- Phyllocladus (fylokladus) – 5 druhů, Indonésie, Nová Guinea, Tasmánie, Nový Zéland
- Podocarpus (nohoplod) – 95 druhů, většina paleotropické a neotropické oblasti, Austrálie a Nový Zéland, Tichomoří
- Prumnopitys – 9 druhů, Nový Zéland, severozápad Jižní Ameriky, Patagonie
- Retrophyllum (retrofylum) – 5 druhů, Nová Guinea, Tichomoří, Jižní Amerika
- Saxegothaea (saxegotea) – 1 druh, jih Jižní Ameriky
- Sundacarpus – 1 druh, Indonésie, Nová Guinea, Austrálie[1][8][9]